# 男性主義

根據男權運動所描繪的標誌。

男性主義，又作男權主義，是指一個主要以男性經驗為來源與動機的社會理論與政治運動。其目標是消除對男性的歧視，或提倡和強調被視為典型男性特質的價值觀。同時，這些術語也可能涉及男性權利運動或男性運動，甚至包括某種形式的反女性主義立場。
男性主義經常被認為是父權主義，實際上，男性主義是對父權主義或是女權主義的反應理論。儘管在理論上面具有部分相同，但深究其脈絡和具體實踐並不能一概而論。
男性主義認為男性應獲得聚焦，快速協助、保護、照顧、支援弱勢男性。男性主義是與女性主義平行發展的。由于派别不同，因此在对待女性主义上也不尽相同，例如乔治·贾尔德的作品就多为对女权运动的批判。對社會關係進行批判之外，許多男性主義的支持者也著重於性別不平等的分析以及推動男性的權利、利益與議題。在香港，香港男士協會是主要的男權運動組織。而起步較晚的台灣，除了臺灣父親權益協會、臺灣男性協會，亦啟發了英雄爸爸等新創公司以男性為主要受眾。

## 術語

### 早期歷史
根據歷史學家朱迪斯·艾倫（Judith Allen）的說法，夏洛特·珀金斯·吉爾曼（Charlotte Perkins Gilman）在 1914 年創造了「男性主義」（masculism）這個詞，當時她在紐約舉辦了一場名為「男性主義研究」（Studies in Masculism）的公開講座系列。艾倫指出，吉爾曼使用「男性主義」來指代那些反對女性權利的厭女主義男性，更廣義上則描述了「男性為自身利益而進行的集體政治和文化行動」，艾倫將其稱之為「以男性為中心的文化論述中的性別政治」。吉爾曼稱那些反對女性投票權的男性及女性為「男性主義者」，而這些與男性聯手反對女性權利的女性則被稱為「不願前進的女人」。此外，她還形容第一次世界大戰為「最糟糕的男性主義表現」。

### 定義和範圍
根據《媒體與傳播詞典》（2011年版），「男性主義」（masculinism或masculism）被定義為「與女性主義相對應的男性主義」。「男性主義」涵蓋多種立場，包括追求男性的平等權利（例如離婚後的子女探視權），甚至延伸至激進的要求徹底取消女性權利。根據《文學與文化理論百科全書》（2011年版）中的蘇珊·惠特洛（Susan Whitlow），這兩個術語在各學科中可以互換使用。社會學家羅伯特·孟席斯（Robert Menzies）於2007年指出，這兩個詞在男性權利和反女性主義文獻中相當常見。
性別研究學者茱莉亞·伍德（Julia Wood）將男性主義描述為一種主張男女應因其根本差異而擁有不同角色和權利的意識形態，認為男性受到歧視，並需「重新奪回其應有的男性地位」。社會學家亞瑟·布里坦（Arthur Brittan）與池田智（Satoshi Ikeda）則指出，男性主義是一種為男性主導社會辯護的意識形態。布里坦認為，男性主義主張男女之間存在「根本差異」，並拒絕女性主義對性別關係為政治建構的觀點。
政治學家喬治亞·德斯特-拉赫蒂（Georgia Duerst-Lahti）區分了「男性主義」（masculism），即早期追求性別平等的男性運動精神，與「男性主義」（masculinism），即父權體制的意識形態。社會學家梅麗莎·布萊斯（Melissa Blais）和法蘭西斯·杜普伊-德里（Francis Dupuis-Déri）認為，男性主義是一種反女性主義，並將男性主義與陽剛主義視為同義，並追溯至作家華倫·法瑞爾（Warren Farrell）。他們指出，法語媒體中越來越多將此運動稱為「男性主義者」（masculiniste）。杜普伊-德里補充道，男性運動的成員同時以「男性主義者」和「陽剛主義者」自居。
加拿大哲學家費雷爾·克里斯滕森（Ferrel Christensen）指出，「定義『男性主義』困難在於此詞很少被使用，且幾乎未被任何哲學家探討。」他區分了「進步的男性主義者」，他們接受許多女性主義促進的社會變革，但認為某些減少對女性歧視的措施反而加劇了對男性的歧視；與此相對，還有一種「極端版本」的男性主義主張男性至上。克里斯滕森認為，若男性主義和女性主義皆主張消除對各自性別的歧視，這兩者未必相互衝突。然而，許多人認為其中一性別受更多歧視，因此選擇支持一方並排斥另一方。
社會學家安德烈亞斯·坎珀（Andreas Kemper）認為男性主義是男性主義的一種變體，其目標是反對支持女性優勢的觀點，基本上帶有反女性主義的特徵。男性主義有時也被稱為「男性主義」（meninism）。

## 男性主義者關注的議題

### 教育

#### 單性別教育
许多男性主義者建议單性別教育更有利于男孩。在香港有許多男校，例如拔萃男書院、聖言中學、觀塘瑪利諾書院、喇沙書院等學校。

#### 男女合併派位
在香港教育方面，其中學學位分配辦法本來是男女分開派位，以遷就男女的發展及學習上存在先後差異，並確保每間男女校的男女生人數大致均等。後來有家長及婦女組織以及平機會主席胡紅玉認為這是性別歧視，政府只好在2002年採用男女合併派位模式。數據顯示，這個安排令較多女生能夠被分派至第一派位組別（band1）的學校，而較多男生則被分派至第三派位組別（band3）的學校，第一派位組別（band1）的學校男生相對減少，對男生構成逆向歧視。男女合併派位被認為是構成的對男生的逆向歧視，較多女生被分派至優秀學校，而較多男生則被分派至差劣學校，因此很多男女校都出現了男女比例失衡現象。這變相是另類的性別歧視，對小學階段學習發展普遍較女生緩慢的男生造成不公平，使女生平均來說佔有較多優勢。林超英批評：「舒服工作女仔做，辛苦工都是男仔做，胡紅玉害死香港一代男仔！」
不少意見認為，混合派位對男生不利，第一組別中學收生變得女多男少，第三組別中學的情况則相反，繼而引發骨牌效應，令男生在學業上節節敗退，最終造成今日大學男女生比例失衡問題。女生成功考大學的人數雖然較多，但與此同時亦面對更多同性的競爭對手。從同性競爭角度看，可以說男生到了考大學的階段時似乎反而「佔優」。現今社會普遍為人接受的教育理念是以個人均等原則為基礎，每個人也可以不分男女、種族、宗教、家庭出身等因素通過公平競爭獲得教育擢升。女生在現有機制下具有所謂先天的學業優勢，例如比男生在閱讀及寫作上花更多時間、多主動投入學業活動等，同時也是個人努力與付出，她們因此取得好成績，最合理不過（不少男生也能付出一樣而獲得好成績）。現存有相當多的研究證據已指出，男女先天分別（包括腦部發展）並沒如想像中大，學能、社交能力、情緒控制等發展反而受後天及體制性的社會環境因素影響更大，而且男女學能差距在不同地方、文化亦有所不同。要着手處理「男孩危機」，不但需要針對課程發展、學與教策略、評核機制等方面檢討與改善，同時亦需要家庭、學校、社區等全方位配合，從小做起。 

### 就业
1994年美國的就業報告顯示，94%的工傷死亡發生在男性身上。男性主義者Warren Farrell認為，男性經常要從事骯髒、危險的體力工作（包括服義務役），而女性涉及這種的工作的比例非常低。

### 暴力
男性主義者也高度關注男性遭到強姦、亂倫時，遭到其他男性和女性無情的嘲笑、歧視、被認為是「賺到」等等在精神與肉體皆受到殘忍傷害之際卻無人理會的情況。上述情況則是社會對男性的性主動和需求的刻板印象。
男性受暴是家暴問題中不可忽視的部分，男性在戀愛中相較於女性更容易遭受各種暴力，各項調查都顯示，在家庭暴力問題上。無論是從肢體暴力，或是從精神暴力上，男女都已經達到平等了。但女性受到的傷害程度較大，暴力比例受地區，戀愛或婚姻等因素影響很大，在婚姻暴力中，男性施暴略高於女性，在戀愛暴力中，女性施暴高於男性。
以目前大多數國家的社會風氣，針對男性的暴力經常被更低估和忽視，或不被嚴肅看待；與此相對，針對女性的暴力則受到大眾關注。還有論者認為，認為女性很單純的固有意識和對女性的同情讓犯下同樣罪行的男犯和女犯獲得不同刑責。

### 監護權
開普敦大學哲學主任David Benatar說：關於離婚監護權的論戰恐怕是男權運動里最著名的領域。比較孩子主要照看者獲得監護權的幾率，男性照看者要低於女性。有些時候，即使母親不爭取監護權，父親也不會得到孩子的監護權。上述情況則是傳統社會對家庭的撫養概念專屬女性。

### 自杀
男性自杀的比例很高，中國2010年-2021年的男性標化自殺率和粗死亡率均高於女性。

## 陰柔氣質
社會學家C. J. Pascoe在2007年出版的《高中的男性氣質與性行為》一書指出：傳統社會對男性的想像多建立在獨立陽剛之上，壓抑了非主流陽剛氣質展現的男性，尤其是「娘炮笑話」。

## 參看
- 平等主義
- 女性主義
- 沙文主義
- 男权运动